# العربية للطيران
العربية للطيران هي شركة طيران خاصة إماراتية منخفضة التكلفة تأسست في فبراير 2003، وهي أول شركة طيران منخفضة في الشرق الأوسط، يقع مقر الشركة في المبنى A1 بمركز الشارقة للشحن، مطار الشارقة الدولي، الإمارات العربية المتحدة. تتخذ من مطار الشارقة الدولي بالإمارات العربية المتحدة مقراً لها ومركزاً لعملياتها بالإضافة لمركز في مطارات رأس الخيمة وأبو ظبي والدار البيضاء بالمغرب، والإسكندرية بمصر. وتسافر الشركة بمسافريها إلى وجهات في الشرق الأوسط وشمال أفريقيا وشبه القارة الهندية وآسيا الوسطى وأوروبا. الشركة عضو في الاتحاد العربي للنقل الجوي، وواحدة من شركات الطيران التي تمنع استهلاك المشروبات الكحولية داخل طائراتها.

## التاريخ

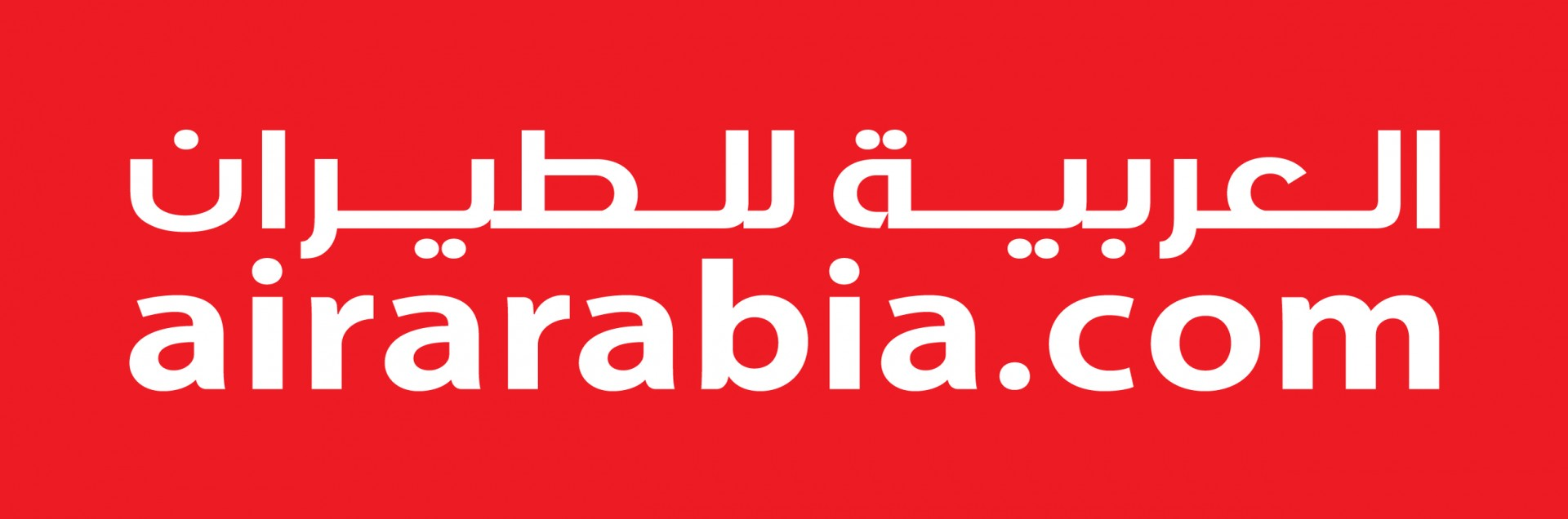
شعار العربية للطيران قبل عام 2016

أنشئت العربية للطيران إلى فبراير 2003 بمرسوم أميري أصدره الشيخ الدكتور سلطان بن محمد القاسمي، وبدأت عملياتها رسمياً في 28 أكتوبر 2003، لتصبح ثالث شركة طيران بالإمارات العربية المتحدة وأول شركة طيران منخفضة التكلفة في منطقة الشرق الأوسط. غطت الشركة نفقاتها في العام الأول لإنشائها.
قامت الشركة بطرح 55% من أسهمها للاكتتاب العام وذلك في أوائل عام 2007. تمتلك إدارة الطيران المدني في الشارقة حوالي 60% من أسهمها في حين تمتلك سلطة مطار الشارقة حوالي 40% من رأس المال. قامت الشركة بتغيير شعارها في أكتوبر 2018، وبداية صباغة طائراتها بالشعار الجديد احتفالاً بالذكرى السنوية الخامسة عشر لانطلاق عملياتها.
أعلنت العربية للطيران في يونيو 2020 عن تسريح المئات من موظفيها من جميع الأقسام والفروع بما فيهم المضيفين الجويين والطيارين بسبب جائحة فيروس كورونا، التي أدت إلى توقف نشاط الشركة لعدة أشهر.

## مراكز العمليات

### الشارقة
مطار الشارقة الدولي هو المركز الرئيس والأول للشركة ومنه بدأت الشركة رحلتها، يقع في المطار مركز العمليات الرئيسي لشركة العربية للطيران بمطار الشارقة الدولي، ويضم كل من إدارات الطياريين والمضييفين الجويين والمهندسيين ومختلف الإدارات الأخرى.

### رأس الخيمة
أصبح مطار رأس الخيمة الدولي مركز عمليات جديد لشركة العربية للطيران بالإمارات العربية المتحدة في عام 2014، والمشغل الرئيس لهذا المطار وتُسير الشركة وجهات عديدة انطلاقا من هذا المطار.

### أبو ظبي
أسست العربية للطيران فرع العربية للطيران أبو ظبي في سنة 2020، أُطلقت شركة الطيران في 14 يوليو 2020 بعد توقيع اتفاقية بين الاتحاد للطيران والعربية للطيران تسير الشركة رحلاتها من مطار زايد الدولي. ستعزز العربية للطيران أبوظبي شبكة الوجهات والخدمات التي تقدمها الاتحاد للطيران ملبية بذلك الطلب المتزايد على السفر بتكلفة معقولة في المنطقة.

### المغرب
أسست العربية للطيران شركة العربية للطيران المغرب بالشركة مع مستثمرين مغاربة المقر الرئيس لتك الشركة في الدار البيضاء أكبر مدن المغرب. بدأت الشركة عملياتها في مايو 2009 تتوسع نحو أوروبا وأفريقيا. تقوم الشركة بتسيير رحلات جوية من مدن مغربية أخرى كطنجة والناظور وفاس ومراكش.

### مصر
العربية للطيران مصر هي شركة طيران أنشئت بعد توقيع اتفاقية شراكة بين شركة العربية للطيران ومجموعة ترافكو للسياحة والفنادق، وتملك العربية للطيران نسبة 40% من رأس مال الشركة، وتتخذ الشركة من مطار برج العرب الدولي في الإسكندرية ومطار القاهرة الدولي مركزاً لعملياتها، وتساهم في نمو قطاع السياحة والسفر في مصر والمنطقة وخدمة أسواق أوروبا والشرق الأوسط.

### الأردن
العربية للطيران الأردن هي شركة طيران سابقة كانت تتخذ من مطار الملكة علياء الدولي في عمان مركزاً لعملياتها، بدأت الشركة عندما أعلنت العربية للطيران في يناير 2015 استحواذها على نسبة 49٪ من شركة طيران البتراء. احتفظت مجموعة رام، المساهم الرئيسي في طيران البتراء بنسبة 51٪ المتبقية، وغيرت العلامة التجارية للشركة إلى العربية للطيران الأردن مطلع عام 2015. بدأت الشركة رحلاتها برحلات إلى الكويت وشرم الشيخ وأربيل وجدة في الأسبوع الذي بدأ في 18 مايو 2015. أوقفت العربية للطيران الأردن عملياتها في عام 2018 بسبب مشاكل مالية.

### نيبال
أنشئت العربية للطيران شركة فلاي يتي في عام 2007 بالشراكة مع خطوط يتي الجوية، كانت الشركة تتخذ من مطار تريبوفان الدولي في العاصمة النيبالية كاتماندو. بدأت عملياتها في 20 يناير 2008. قالت الشركة الأم العربية للطيران بها إشغال مرتفع، لكن أوقفت الشركة عملياتها في 16 يوليو 2008 بسبب عدم اليقين السياسي في نيبال.

### باكستان
أعلنت العربية للطيران في سبتمبر 2021 عن مشروع مشترك مع مجموعة لاكسون الباكستانية لإنشاء شركة طيران منخفضة التكلفة تسمى فلاي جناح. دأت شركة الطيران الرحلات المحلية في 31 أكتوبر 2022، والرحلات الدولية في أكتوبر 2023.

### أرمينيا
أعلنت العربية للطيران في سبتمبر 2021 أنها وبالشراكة مع صندوق المصالح الوطنية الأرميني (ANIF) ستنشئ شركة طيران وطنية جديدة تُعرف باسم فلاي أرنا. علقت الشركة جميع الرحلات الجوية في يناير 2024، وأعلنت الشركة أنها تخضع لمراجعات تشغيلية وستستأنف رحلاتها في الوقت المناسب. عُلق ترخيص الشركة في مارس 2024 بسبب عدم امتلاك الشركة لطائرات. كانت الشركة تشغل رحلات منخفضة التكلفة من مطار زفارتنوتس الدولي في يريفان. 

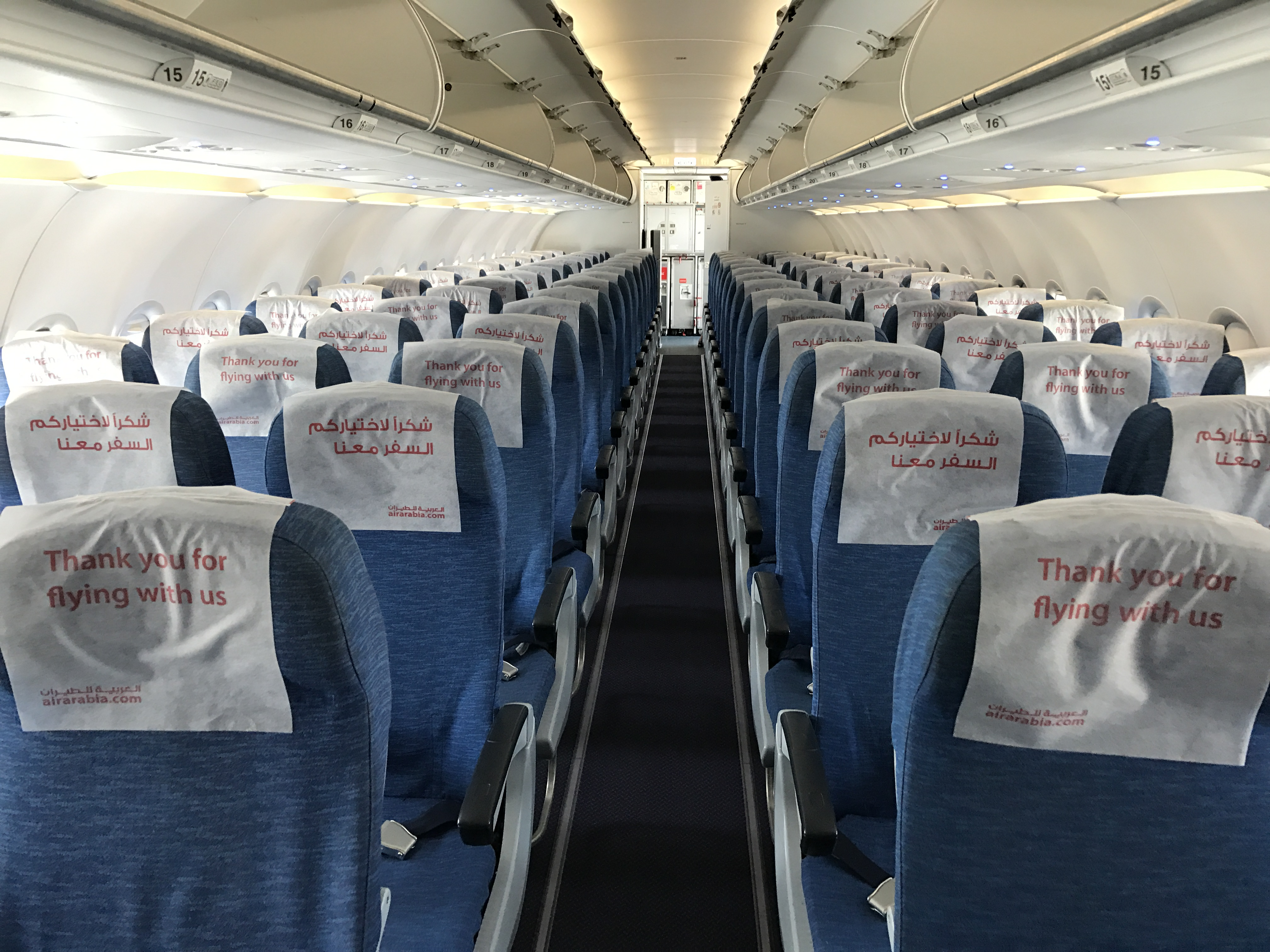
طائرة العربية للطيران من الداخل

## شؤون الشركة

### الملكية والإدارة
تتكون مجموعة العربية للطيران من شركات طيران وشركات سفر وسياحة في الشرق الأوسط وشمال أفريقيا. رفعت العربية للطيران في عام 2019 دعوى قضائية ضد عارف نقفي، المؤسس والرئيس التنفيذي السابق لشركة أبراج كابيتال، على خلفية إجراءات التحكيم التي بدأت في عام 2018. كان نقفي أيضًا عضوًا في مجلس إدارة العربية للطيران حتى عام 2018، وكانت الشركة من الدائنين غير المضمونين للأبراج بقرض قيمته 75 مليون دولار في حالة التخلف عن السداد.
فيما يلي أعضاء مجلس إدارة الشركة:
| العضو                    | منصبه                          |
| ------------------------ | ------------------------------ |
| عبد الله بن محمد آل ثاني | رئيس مجلس الإدارة              |
| عادل عبدالله علي         | الرئيس التنفيذي                |
| محمد بن عبد الله آل ثاني | عضو مجلس إدارة الشركة منذ 2011 |
| خالد بن عصام القاسمي     | عضو مستقل                      |
| وليد الصايغ              | عضو مستقل                      |
| مطر البلوشي              | عضو مستقل                      |
| عهود علي ال شهيل         | عضو مستقل منذ 2023             |

### أرقام الشركة
أعلنت الشركة عن تجاوز إيراداتها 19 مليار درهم في الربع الرابع من عام 2019. فيما يلي الأرقام الاقتصادية للشركة في السنوات الأخيرة (تنتهي السنة في 31 ديسمبر):
| السنة | الإيرادات (مليون درهم إماراتي) | صافي الربح (مليون درهم إماراتي) | عدد الموظفين | عدد المسافرين على الشركة (مليون) | عامل حمولة الركاب (%) | عدد الوجهات | عدد الطائرات (في نهاية العام) | مراجع  |
| ----- | ------------------------------ | ------------------------------- | ------------ | -------------------------------- | --------------------- | ----------- | ----------------------------- | ------ |
| 2004  | 181                            | غير معروف                       |              | 0.5                              | 68                    | 15          | 3                             | [ 45 ] |
| 2005  | 411                            | 31                              |              | 1.1                              | 79                    | 23          | 5                             | [ 45 ] |
| 2006  | 749                            | 101                             |              | 1.8                              | 80                    | 32          | 8                             | [ 45 ] |
| 2007  | 1,283                          | 369                             |              | 2.7                              | 86                    | 37          | 11                            | [ 46 ] |
| 2008  | 2,066                          | 510                             |              | 3.6                              | 85                    | 44          | 16                            | [ 47 ] |
| 2009  | 1,972                          | 452                             |              | 4.1                              | 80                    | 45          | 21                            | [ 48 ] |
| 2010  | 2,08                           | 310                             |              | 4.5                              | 83                    | 65          | 25                            | [ 49 ] |
| 2011  | 1,796                          | 195                             |              | 4.7                              | 82                    | 69          | 29                            | [ 50 ] |
| 2012  | 2,832                          | 424                             |              | 5.3                              | 82                    | 82          | 33                            | [ 51 ] |
| 2013  | 3,183                          | 435                             |              | 6.1                              | 80                    |             | 34                            | [ 52 ] |
| 2014  | 3,729                          | 566                             |              | 6.8                              | 81                    | 90          | 39                            | [ 45 ] |
| 2015  | 3,825                          | 530                             |              | 7.6                              | 79                    |             | 41                            | [ 53 ] |
| 2016  | 3,778                          | 481                             |              | 8.0                              | 82                    |             | 46                            | [ 54 ] |
| 2017  | 3,739                          | 365                             | 1,900        | 8.5                              | 79                    |             | 50                            | [ 54 ] |
| 2018  | 4,122                          | −579                            | 2,000        | 8.7                              | 81                    |             | 53                            | [ 53 ] |
| 2019  | 4,758                          | 1,008                           | 2,100        | 9.4                              | 83                    |             | 55                            | [ 53 ] |
| 2020  | 1,851                          | −192                            | 1,353        | 2.9                              | 79                    |             | 57                            | [ 55 ] |
| 2021  | 3,174                          | 720                             | 1,498        | 4.4                              | 73                    |             | 58                            | [ 56 ] |
| 2022  | 5,241                          | 1,222                           | 2,058        | 8.3                              | 80                    |             | 68                            | [ 57 ] |
| 2023  | 5,999                          | 1,548                           |              | 10.1                             | 80                    |             | 73                            | [ 58 ] |

أعلنت شركة العربية للطيران عن تكبدها خسائر صافية بلغت 192 مليون درهم إماراتي (56.2 مليون دولار) في عام 2020 مع تفشي جائحة كورونا وتأثيره على قطاع الطيران. كما انخفض حجم الإيرادات في الربع الرابع من عام 2020 بنسبة 53٪ مقارنة بالربع الرابع من عام 2019. وقد انخفضت الأرباح الصافية للشركة في الربع الأول من عام 2021 بنسبة 52٪ لتصل إلى 33.844 مليون درهم. بلغت الإيرادات في الربع الأول من عام 2021 ما قيمته 572.145 مليون درهم إماراتي مقارنة بـ 901.374 مليون درهم إماراتي في الربع الأول من عام 2020.
- سجلت "العربية للطيران" خلال النصف الأول من عام 2024، أرباحاً صافية بلغت 693 مليون درهم، وقدمت خدماتها لأكثر من 8.9 مليون مسافر في الفترة من يناير إلى يونيو 2024[61]

## الوجهات
بدأت أول رحلة للعربية للطيران من المنامة في 2003. تخدم الشركة من جميع مراكزها 216 وجهة دولية وذلك في النصف الأول من 2024.

## الأسطول

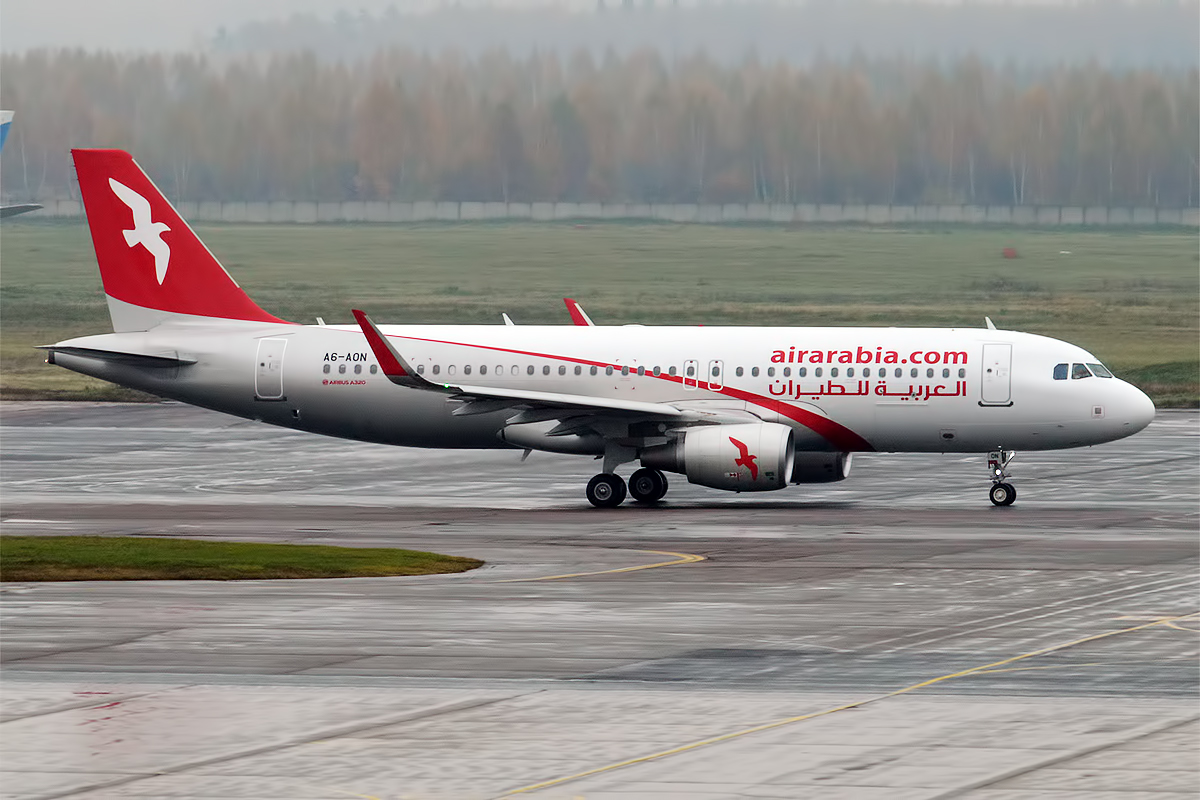
طائرة العربية للطيران إيرباص إيه 320

يتكون أسطول العربية للطيران من الطائرات التالية اعتبارا من يوليو 2024:
| الطائرة                  | في الخدمة | في الخدمة | المطلوب | المشغل                  | الركاب      | ملاحظات |
| ------------------------ | --------- | --------- | ------- | ----------------------- | ----------- | ------- |
| إيرباص إيه 320-200       | 68        | 38        | —       | العربية للطيران         | 168/174/180 |         |
| إيرباص إيه 320-200       | 68        | 11        | —       | العربية للطيران المغرب  | 168/174/180 |         |
| إيرباص إيه 320-200       | 68        | 10        | —       | العربية للطيران أبو ظبي | 168/174/180 |         |
| إيرباص إيه 320-200       | 68        | 4         | —       | العربية للطيران مصر     | 168/174/180 |         |
| إيرباص إيه 320-200       | 68        | 5         | —       | فلاي جناح               | 168/174/180 |         |
| إيرباص إيه 320 نيو       | —         | —         | 73      |                         | يعلن لاحقًا  |         |
| إيرباص إيه 321           | 3         | 3         | —       | العربية للطيران         | يعلن لاحقًا  |         |
| إيرباص إيه 321 نيو       | —         | —         | 27      |                         | يعلن لاحقًا  |         |
| إيرباص إيه 321 نيو       | 6         | 6         | —       | العربية للطيران         | 215         |         |
| إيرباص إيه 321 إكس إل أر | —         | —         | 20      |                         | يعلن لاحقًا  |         |
| المجموع                  | 77        | 77        | 120     |                         |             |         |

### تطوير الأسطول
أبرمت الشركة عقد تأجير لطائرة إيرباص إيه 321 إل أر في نوفمبر 2017. استلمت العربية للطيران في أبريل 2019 أول طائرة من طراز إيرباص إيه 321 إل أر. أعلنت الشركة في معرض دبي للطيران في نوفمبر 2019 عن طلبية من 120 طائرة، تشمل 73 طائرة إيرباص إيه 320 نيو و27 طائرة إيرباص إيه 321 نيو و20 طائرة إيرباص إيه 321 إكس إل أر، على أن يبدأ التسليم من عام 2024.

### الكسوة
تتميز طائرات العربية للطيران بتصميمها الذي يجمع بين ثلاثة ألوان: الأحمر والرمادي والأبيض.اعتمد التصميم الحالي في احتفالية 15 عام من إنشاء الشركة في أكتوبر 2018. يزدان ذيل ومحرك الطائرة بطائر أحمر يرمز للعربية للطيران ويوجد AirArabia باللغة الإنجليزية على مقدمة الطائرة بجانبه اسم الشركة باللغة العربية فوق النوافذ.

## سحاب الخير

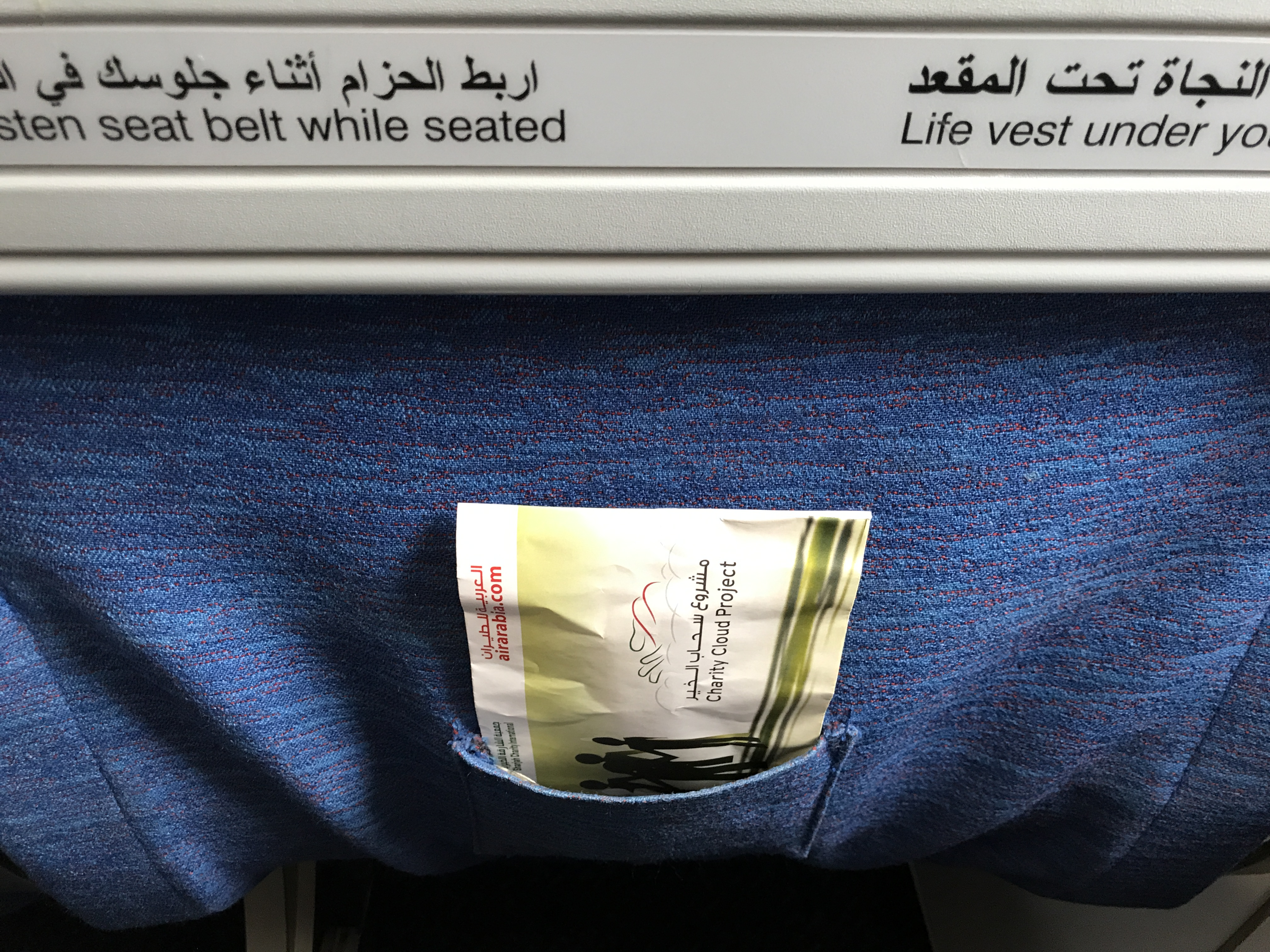
مُغلف التبرع لمشروع سحاب الخير الموجود في جيب المقعد داخل طائرة العربية للطيران

قامت العربية للطيران بشراكة مع جمعية الشارقة الخيرية بالمشاركة في مشروع سحاب الخير والذي يقوم بجمع التبرعات التي يضعها المسافرين في مغلفات موجودة في جيب المقعد داخل طائرات العربية للطيران بأي عملة ورقية أو نقدية وتسليمها لأحد أفراد طاقم الطائرة، تستثمر التبرعات المحصل عليها في مجالات تهم بالأساس الرعاية التعليمية والصحية في البلدان الفقيرة.

## أحداث وحوادث
- سبتمبر 2018: حقق قطاع التحقيق في الحوادث الجوية بالإمارات العربية المتحدة مع طاقم طائرة العربية للطيران من طراز إيرباص إيه 320 (رقم A6-ANV) التي كانت تُشغّل الرحلة ABY 111 من مطار الشارقة الدولي إلى مطار صلالة الدولي، بسبب إقلاع الطائرة عكس الاتجاه المسموح لها به.[74]
- 09 يناير 2018: اندلع حريق داخل مقصورة طائرة العربية للطيران مباشرة بعد إقلاعها من الخرطوم في اتجاه الشارقة، وقد سيطر طاقم الطائرة على الحريق وعادت الطائرة للهبوط بمطار الخرطوم الدولي.[75]
- 25 نوفمبر 2016: حولت الرحلة من الشارقة إلى بيشاور باكستان مسارها للهبوط في ملتان بباكستان بعدما وضعت مسافرة من جنسية باكستانية مولودها في الطائرة، النتائج: الجنين والأم في حالة جيدة.
- 17 مارس 2016: حُول مسار الرحلة الرابطة بين الشارقة والطائف للهبوط اضطراريا بمطار الملك خالد الدولي في الرياض بعد أن انطلق جهاز الكشف عن الدخان في كابينة الشحن. أُخلي جميع المسافرين وأفراد الطاقم عن طريق زلاقات النجاة عند هبوط الطائرة، إلا أنه تبين عند فحص الطائرة عدم وجود أي حريق على متنها.[76]